# Classe BK-16
La  Classe BK-16 est une classe de patrouilleurs de la marine littorale de Russie, actuellement en commande auprès du conglomérat Kalachnikov.

## Description
Cette classe est semblable à la classe BK-18, mais pas identique.

## Mission
Sa mission principale est la surveillance et la défense côtière. A cet effet, il pourra également déployer des drones. Il sert également pour le transport et l'intervention des forces spéciales.